# Édit pour repousser les navires étrangers
L'Édit pour repousser les navires étrangers (異国船打払令, Ikokusen Uchiharairei) était une loi du Shogunat Tokugawa adoptée en 1825. Elle prévoyait que tout navire étranger devait être chassé des eaux japonaises.
En raison de sa politique isolationniste instaurée en 1641, le Japon vivait replié sur lui-même, fermé aux étrangers. Le sakoku n'empêcha cependant pas le pays de se tenir au courant des avancées technologiques occidentales en étudiant les traités médicaux et autres documents néerlandais obtenus selon la méthode des rangaku, c'est-à-dire des « études hollandaises », grâce aux contacts entretenus avec les Hollandais de la VOC établis sur l'île de Dejima.
Un exemple de la mise en pratique de la loi est l'Incident du Morrison en 1837, lorsqu'un navire américain marchand transportant des citoyens japonais fut bombardé et forcé de partir.
La loi fut abrogée en 1842 à l'issue de la première guerre de l'opium.

## Source de la traduction
- (en) Cet article est partiellement ou en totalité issu de l’article de Wikipédia en anglais intitulé « Edict to Repel Foreign Vessels » (voir la liste des auteurs).